# Vasa

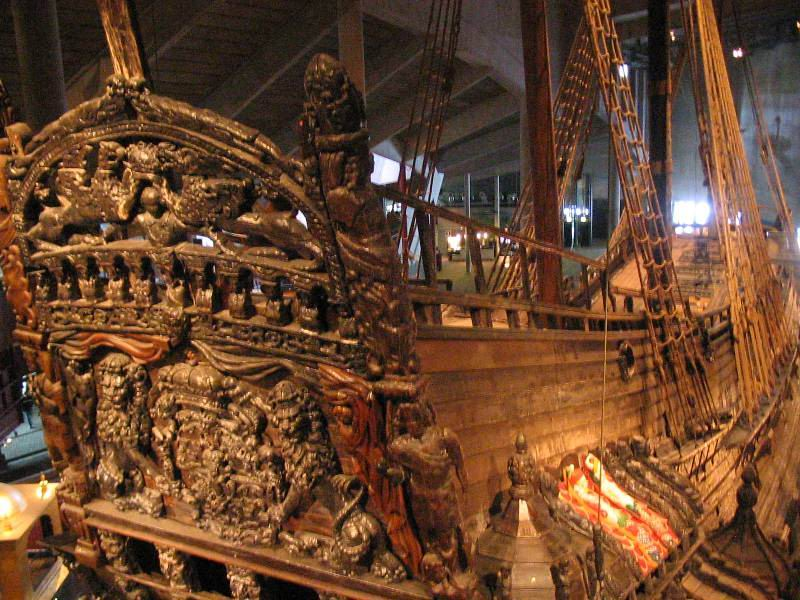
Zdobiona rufa „Vasy”

Vasa – szwedzki okręt, królewski galeon, słynny z powodu spektakularnego zatonięcia, a następnie wydobycia i przekształcenia w okręt-muzeum. Był jak na owe czasy imponujący. Miał wraz z bukszprytem 69 m długości i blisko 12 m szerokości. Wysokość jego kadłuba na rufie wynosiła 19,3 m. Top najwyższego masztu (grotmasztu) wznosił się prawie 30 m ponad górnym pokładem. Kadłub wykonano ze szlachetnego czarnego dębu. Na dwóch pokładach zainstalowano potężne uzbrojenie. Vasa był również bogato zdobiony. Zatonął w sierpniu 1628. Okręt wydobyto 24 kwietnia 1961 roku na powierzchnię i po latach prac konserwacyjnych przekształcono w  muzeum.

## Historia[2][1]

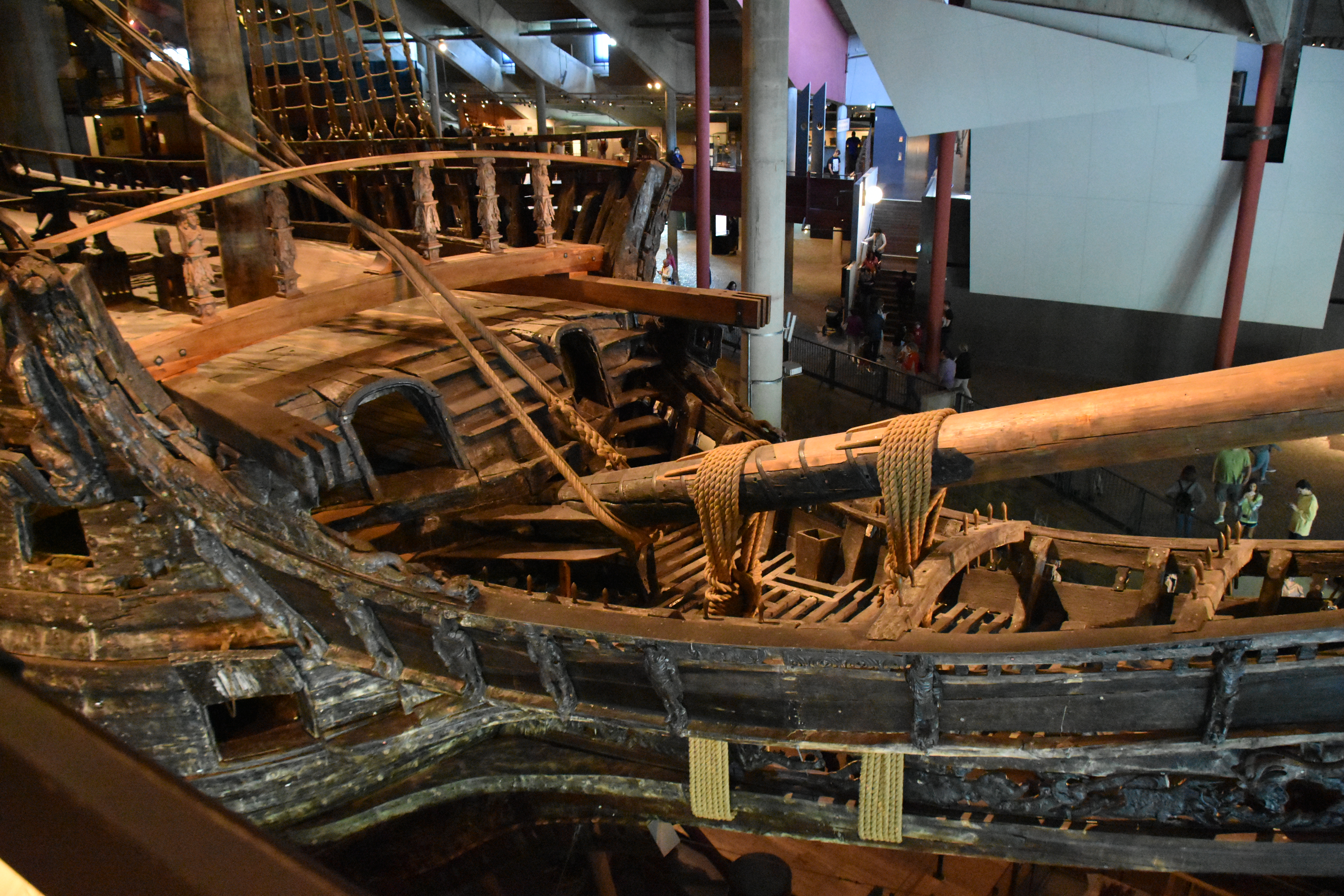
Kosz dziobowy „Vasy”. Widoczne wychodzące z poziomu pokładu dwie kotbelki

„Vasa” należał do klasy największych szwedzkich galeonów nazywanych Regalskeppet (okręty królewskie). Zbudowany został między 1626 a 1628 w Sztokholmie na zlecenie króla Gustawa Adolfa, pod nadzorem budowniczego holenderskiego pochodzenia Henrika Hybertssona. Był przeznaczony m.in. do wzięcia udziału w wojnie z Polską. Okręt miał być nie tylko jednym z najsilniejszych okrętów ówczesnej szwedzkiej floty, lecz także głosić potęgę i prezentować program polityczny szwedzkiego władcy. Przejawiało się to w bogatych wielokolorowych zdobieniach okrętu, nawiązujących do historii (figury cesarzy rzymskich – deklaracja planów stworzenia własnego imperium przez Gustawa Adolfa), Biblii (król Dawid, Gedeon – zwycięzcy wodzowie starożytnego Izraela) czy mitologii greckiej (np. Herakles – symbol siły i odwagi, Proteusz – grecki bóg, patron żeglarzy), których autorami byli m.in. pochodzący z Niemiec Mårten Redtmer i Hans Clausink, oraz Holender Johan Thesson. Z racji, iż okręt powstawał podczas wojny z Polską – w okresie, gdy antypolskie nastroje osiągały w Szwecji apogeum, na dziobie okrętu umieszczono także rzeźby przedstawiające polskich szlachciców, przycupniętych w upokarzającej pozie pod ławkami. Było to nawiązanie do polskiego obyczaju „odszczekiwania” łgarstw, oraz miało przedstawiać Polaków, uznających Gustawa Adolfa za uzurpatora tronu szwedzkiego jako kłamców. Jednak wbrew popularnemu w Polsce mitowi, owe rzeźby nie zostały umieszczone pod latrynami, lecz pod położonymi wyżej kotbelkami, czyniąc je dobrze widocznymi dla załatwiających potrzeby marynarzy, przypominając im, w jaki sposób mają myśleć o wrogu.
Król miał wpływ na prace projektowe, życzył sobie między innymi, żeby nowy okręt był największym z galeonów, a przy tym był smukły. Główny projektant zmarł na rok przed ukończeniem okrętu. W rezultacie powstał najsilniejszy z ówczesnych galeonów, lecz zbyt długi i wysoki jak na swoją szerokość, wyposażony w wysokie i bogato zdobione nadbudówki. Uzbrojenie stanowiły 64 działa umieszczone głównie na dwóch zakrytych pokładach działowych. 120 ton balastu kamiennego było niewystarczające do zrównoważenia wysoko położonych mas, w tym zwiększonej artylerii umieszczonej na górnym pokładzie. Widoczne to było już podczas próby stateczności, lecz pomimo jej niepokojących wyników, admirał Klas Fleming dopuścił okręt do wypłynięcia w próbny rejs.
Okręt został również zbudowany asymetrycznie, ponieważ zespoły budujące go używały różnych jednostek miary. Używana była stopa amsterdamska i stopa szwedzka, różniące się o ponad 1,5 cm. Spowodowało to różnice w rozłożeniu masy po obu stronach okrętu.
10 sierpnia 1628 „Vasa” pod dowództwem kapitana Söfringa Hanssona wyruszył w pierwszy próbny rejs z portu sztokholmskiego, obserwowany z brzegu przez tłumy ludzi. Jeszcze w obrębie portu, po postawieniu żagli i wydostaniu się zza osłony nabrzeżnych skał, pod wpływem podmuchu wiatru okręt silnie przechylił się na lewą burtę. Po nabraniu wody przez otwarte furty działowe, okręt przewrócił się na burtę i zatonął, pociągając za sobą około 30 do 50 marynarzy. Okręt przepłynął zaledwie około mili. Płaskie dno, niewielkie zanurzenie, ogromna przewaga części nadwodnej nad podwodną, niewystarczający kamienny balast i na dodatek zgromadzone na górnych pokładach ciężkie działa spowodowały, że jednostka ledwie utrzymywała równowagę na wodzie nawet bez żagli.
Zwołana później komisja nie obarczyła nikogo odpowiedzialnością za katastrofę. O sabotaż oskarżono wówczas domniemanych polskich agentów, którzy mieli celowo zmienić dane konstrukcyjne okrętu.
Przeprowadzone bezpośrednio przed wypłynięciem próby stateczności przerwano z obawy przed wywróceniem okrętu, co mogło spotkać się z gniewem monarchy, króla Gustawa II Adolfa. W chwili katastrofy okręt niósł zaledwie kilka mniejszych żagli. Mimo to pierwszy silniejszy podmuch wiatru niemal natychmiast zachwiał jego równowagą.

## Wydobycie
W 1664 i 1665 roku z wraku wydobyto większość dział za pomocą dzwonu nurkowego, usuwając część pokładów. 
W 1956 wrak spoczywający na głębokości 32 m został odnaleziony przez archeologa-amatora Andersa Franzéna. Zdecydowano wydobyć wrak w celu pogłębienia wiedzy o XVII-wiecznym budownictwie okrętowym i zyskania cennego zabytku. Powołano w tym celu komitet Vasy. W toku długotrwałych prac pod wrakiem wydrążono 6 tuneli, przez które przeciągnięto kable; inwentaryzowano również wszystkie odłamane fragmenty. Wrak następnie podniesiono za pomocą dwóch pontonów przymocowanych do kabli i przeholowano na płytszą wodę, gdzie następnie przeprowadzono pod wodą doraźne prace remontowe, mające zapewnić „Vasie” pływalność, żeby mogła wpłynąć do suchego doku (między innymi zatkano furty działowe). Dzięki warunkom Bałtyku, między innymi brakowi organizmów Teredo navalis, żywiących się drewnem, wrak zachował się w dobrym stanie.
24 kwietnia 1961 wrak „Vasy” został wydobyty na powierzchnię za pomocą pontonów, następnie wypompowano wodę z połatanego kadłuba. Kolejnym trudnym i kosztownym wyzwaniem była konserwacja okrętu, spoczywającego w wodzie przez 333 lata. Początkowo wrak spryskiwano wodą w celu zapobieżenia wysychaniu. Od 1962 zaczęto spryskiwać go konserwującym środkiem, w skład którego wchodził poli(tlenek etylenu) (PEG). Spryskiwanie okrętu roztworem trwało 17 lat i zakończono je w 1979. W latach 80. podjęto prace nad odbudową nadbudówek i dołączaniem luźnych części, jak rzeźb i ornamentów. Rekonstrukcja i konserwacja okrętu, który znalazł pomieszczenie w specjalnym budynku w Sztokholmie, trwa nadal.
Okręt w 98% jest oryginalny, a na jego pokładzie i na dnie znaleziono ponad 14 000 przedmiotów, w tym ponad 700 rzeźb oraz 6 zapasowych żagli. „Vasa” jest obecnie umieszczony w Muzeum Vasa na Djurgården w Sztokholmie, otwartym dla publiczności w 1990. Placówka ta jest najczęściej odwiedzanym muzeum w Szwecji.

## Dane
- trzymasztowy galeon, zbudowany w większości z drewna dębowego
- wyporność: 1210 ton
- długość:
  - kadłuba – 61 m
  - z bukszprytem – 69 m
  - między stewami – 47,5 m
- maksymalna szerokość kadłuba – 11,7 m
- wysokość nadbudówek rufowych – 19,3 m
- zanurzenie – 4,8 m
- powierzchnia żagli: 1275 m²
- załoga: 145 marynarzy i do 300 żołnierzy piechoty morskiej
- uzbrojenie: 64 działa różnych wagomiarów w baterii burtowej:
  - 48 dział 24-funtowych na dwóch pokładach działowych
  - 8 dział 3-funtowych
  - 2 działa 1-funtowe
  - 6 moździerzy (1x 16-funtowy, 1x 62-funtowy i 3x 35-funtowe)

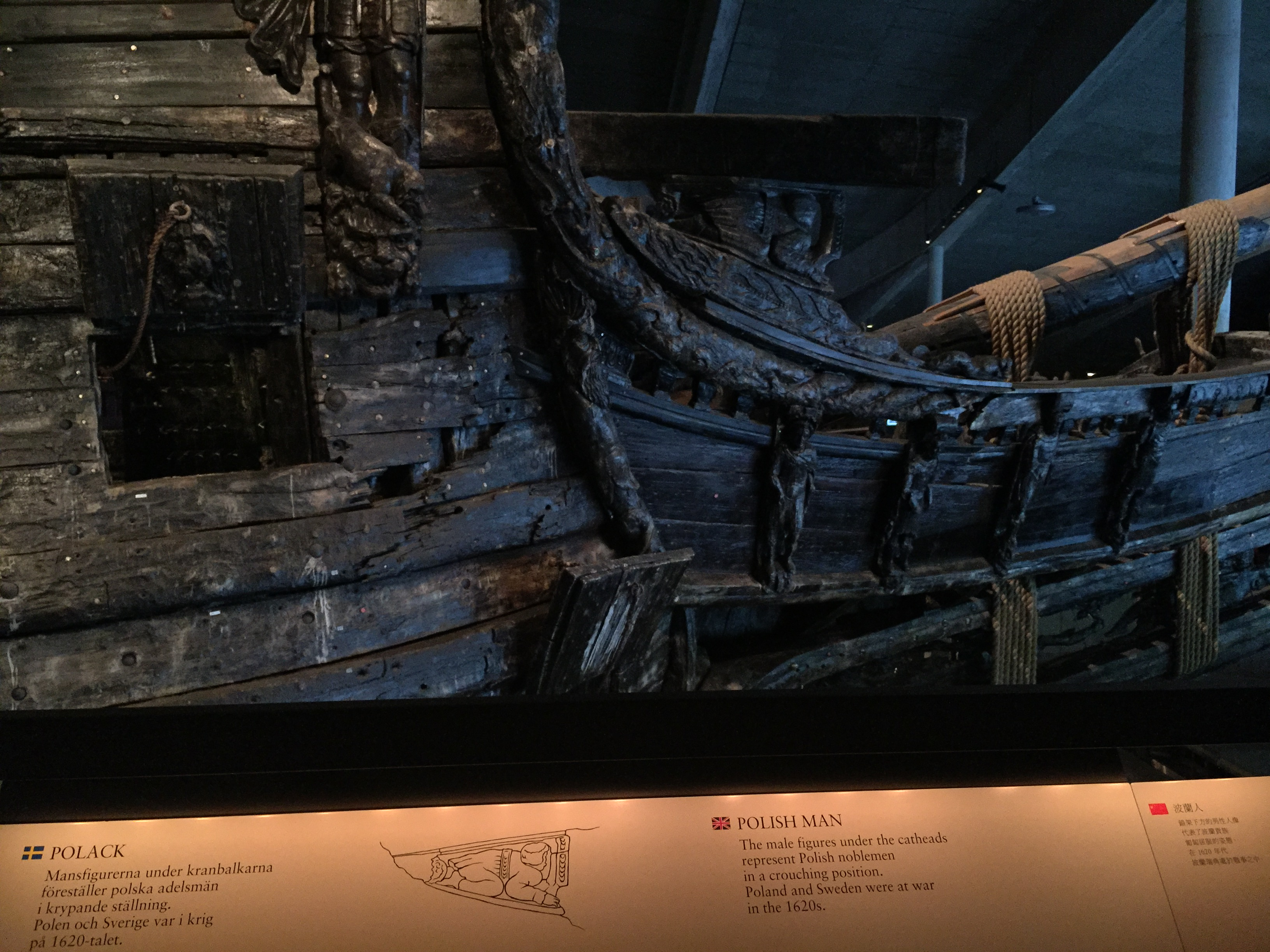
Rzeźba przedstawiająca polskiego szlachcica (skierowana twarzą do wewnątrz okrętu)